# 西銘駿
西銘 駿（日语：にしめ しゅん、1998年2月20日—）是日本沖繩縣出生的男性演員及模特兒，原隸屬於奧斯卡傳播，之後轉入G-STAR.PRO。暱稱為Shun Shun（日语：しゅんしゅん）。原為事務所所屬的男劇團 青山表参道X成員，2021年6月30日退團。

## 生平
- 2014年，高中2年級時参加美男子選拔賽第27屆JUNON SUPER BOY獲得最高獎。[4]
- 2015年，他在特摄作品《假面骑士Ghost》飾演該劇主角天空寺尊[5]。
- 2021年6月30日，因合約期滿而離開原所屬的《奧斯卡傳播》，同時也退出原所屬的《男劇團 青山表參道X》，之後宣佈8月1日正式轉入《G-STAR.PRO》。

## 演出作品

### 電視劇
- 《假面骑士Drive》 第47、48集（2015年9月20日、27日，朝日電視台） - 飾演 假面騎士Ghost（聲）
- 《假面骑士Ghost》（2015年10月4日－2016年9月25日，朝日電視台） - 主演 天空寺尊 / 假面騎士Ghost（聲）
- 《動物戰隊獸王者》 第7集（2016年3月27日，朝日電視台） - 飾演 天空寺尊 / 假面騎士Ghost（聲）
- 廚師警部的晚餐會（2016年10月20日－12月22日，TBS電視台） - 飾演 田部步
- 奪愛之冬（日语：奪い愛、冬）（2017年1月20日－3月3日，朝日電視台） - 飾演 加藤清
- 黑色孤兒 ~七個基因~（日语：オーファン・ブラック〜七つの遺伝子〜） （2017年12月2日－2018年1月20日，東海電視台、富士電視台） - 飾演 青山薰
- 未解決之女 警視廳文書搜查官（日语：警視庁文書捜査官）（2018年4月19日 - 6月7日、朝日電視台） - 飾演 吉田治郎
- 理科生墜入情網，故嘗試證明。（2018年9月1日 - 、埼玉電視台） - 飾演 主演 雪村心夜（與淺川梨奈雙主演）
- 《假面騎士ZI-O》 第12-14集 (2018年11月25日 - 2018年12月9日，朝日電視台) - 飾演 天空寺尊 / 假面騎士Ghost (聲)（友情出演）
- 信用欺詐師JP 運勢篇 (2019年5月18日 ，富士電視台) - 飾演 公太
- 早安，沉睡的獅子 (2022年4月23日- ，光電視台) - 飾演 羽山直斗

### 电影
- 《剧场版 假面骑士Drive SURPRISE FUTURE》（2015年8月8日，東映） - 飾演 假面骑士Ghost（聲）
- 《假面騎士×假面騎士 Ghost & Drive 超MOVIE大戰 Genesis》（2015年12月12日，東映） - 主演 天空寺尊 / 假面騎士Ghost（聲）（與竹內涼真雙主演）
- 《假面騎士1號》（2016年3月26日，東映） - 飾演 天空寺尊 / 假面騎士Ghost（聲）
- 《劇場版 假面騎士Ghost 100個眼魂與Ghost命運的瞬間》（2016年8月6日，東映） - 主演 天空寺尊 / 假面騎士Ghost（聲）
- 《假面騎士平成Generations Dr.Pac-Man對EX-AID&Ghost with 傳說騎士》（2016年12月10日，東映） - 主演 天空寺尊 / 假面騎士Ghost（聲）（與飯島寬騎雙主演）
- 交際紀念日（2017年5月1日，VR THEATER） - 飾演 太一
- 《假面騎士平成Generations FINAL Build & EX-AID with 傳說騎士》 (2017年12月9日，東映) - 飾演 天空寺尊 / 假面騎士Ghost（聲）
- 奔跑吧！T校籃球部（日语：走れ!T校バスケット部） (2018年11月3日，東映) - 飾演 根来修（コロ）
- 《假面騎士平成Generations Forever》 (2018年12月22日，東映) - 聲演 假面騎士Ghost（聲）
- 《假面騎士聖刃×Ghost》(2021年5月23日，東映) - 飾演 天空寺尊 / 假面騎士Ghost（聲）
- 《假面騎士Specter×Blades》(2021年6月27日，東映) - 飾演 天空寺尊

### 舞台剧
- 里見八犬傳（2017年4月15日-5月31日） - 飾演 犬江親兵衛
- 王牌投手振臂高揮 （2018年2月2日 - 12日） - 主演 三橋廉

- 初演（2018年2月2日 - 12日、サンシャイン劇場）
- 夏季大會編（2018年9月6日 - 9月30日、サンシャイン劇場 他）

- 男劇団 青山表參道X「SHIRO TORA～beyond the time～」 （2018年6月14日 - 17日、AiiA2.5 Theater Tokyo） - 飾演 伊東悌次郎
- 槍彈辯駁3 THE STAGE 2018～The End of 希望峰學園～（2018年7月20日 - 8月13日） - 主演 苗木誠
- 舞台「東京復仇者」-天竺篇-（2024年8月29日 - 31日、森之宮Piloti Hall / 9月4日 - 16日、IMM劇場） - 飾演 乾青宗

### 寫真集
- SHUN（2016年8月19日，主婦與生活社）ISBN 978-4391149081

### CM
- 大塚製藥「オロナミンC」（2016年）
- 雪印メグミルク「濃厚ミルク仕立て」（2017年）